# Der Geiger zu Gmünd

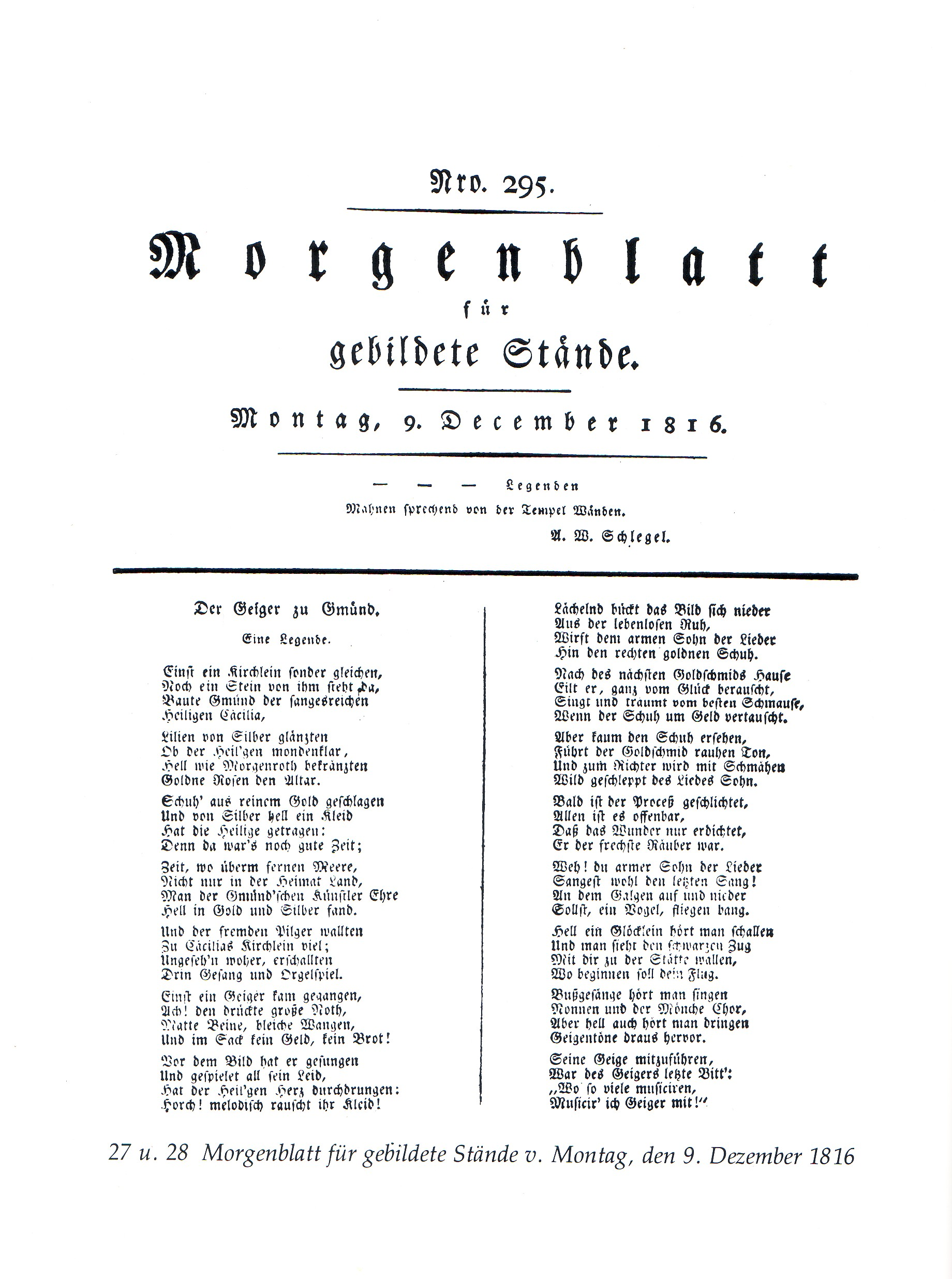
Erstdruck

Der Geiger zu Gmünd ist eine Ballade von Justinus Kerner.
Der Biedermeier-Dichter Justinus Kerner (1786–1862), seit 1815 Oberamtsarzt in Gaildorf, entdeckte 1815 oder 1816 im Andreaskirchlein zu Schlechtbach bei Gschwend eine Darstellung der heiligen Kümmernis mit beigeschriebener Legende. Als sein Dichterfreund Ludwig Uhland im September 1816 Kerner in Gaildorf besuchte, wurde der „Geiger“ im Gedankenaustausch der beiden Freunde auf einem Spaziergang am 3. September 1816 konzipiert. Der in der Kümmernislegende auftretende Goldschmied und der bekannte Sinn der Schwäbisch Gmünder für Lustbarkeiten (Stichwort „Gaudia mundi“) bewogen Kerner, die Handlung in die nahegelegene Stadt an der Rems zu verlegen, in eine fiktive, nie existente Kapelle der heiligen Cäcilia, der Patronin der Musik. Auf mehrmaliges Mahnen Uhlands bearbeitete Kerner die Ballade im Oktober 1816 druckfertig; durch die Vermittlung seines Freundes konnte sie in Cottas „Morgenblatt für gebildete Stände“ in Stuttgart am 9. Dezember 1816 erscheinen.
Die Gestalt des armen Geigers, der durch seine Musik das Bild der heiligen Cäcilia in einer Gmünder Kapelle so sehr rührt, dass es ihm seinen goldenen Schuh zuwirft und der beim Vorzeigen der Gabe als Kirchendieb verdächtigt und alsbald zum Tode verurteilt wird, bis sich durch das neuerliche Eingreifen der Heiligen, die ihm auch ihren zweiten Schuh schenkt, seine Unschuld erweist – diese Gestalt weckt unzweifelhaft die Sehnsucht nach einer besseren Welt, in der statt Neid und Hass Frohsinn und Harmonie herrschen.
Seit dem Ende des 19. Jahrhunderts wurde der Geiger zu einer Symbolfigur der Stadt Schwäbisch Gmünd. Nicht nur der Geigerbrunnen im Stadtgarten erinnert dort an das Gedicht.
Ein Opernfragment (Text von Karl Heyl) mit dem Titel Der Geiger von Schwäbisch Gmünd. Oper in einem Aufzug nach einer mittelalterlichen Sage liegt im Stadtarchiv Worms. Es ist enthalten im Nachlass von Manfred Heyl.
Die 5. Sinfonie des Schweizer Komponisten Hans Huber (F-Dur, komponiert 1905) trägt den Titel "Der Geiger zu Gmünd".

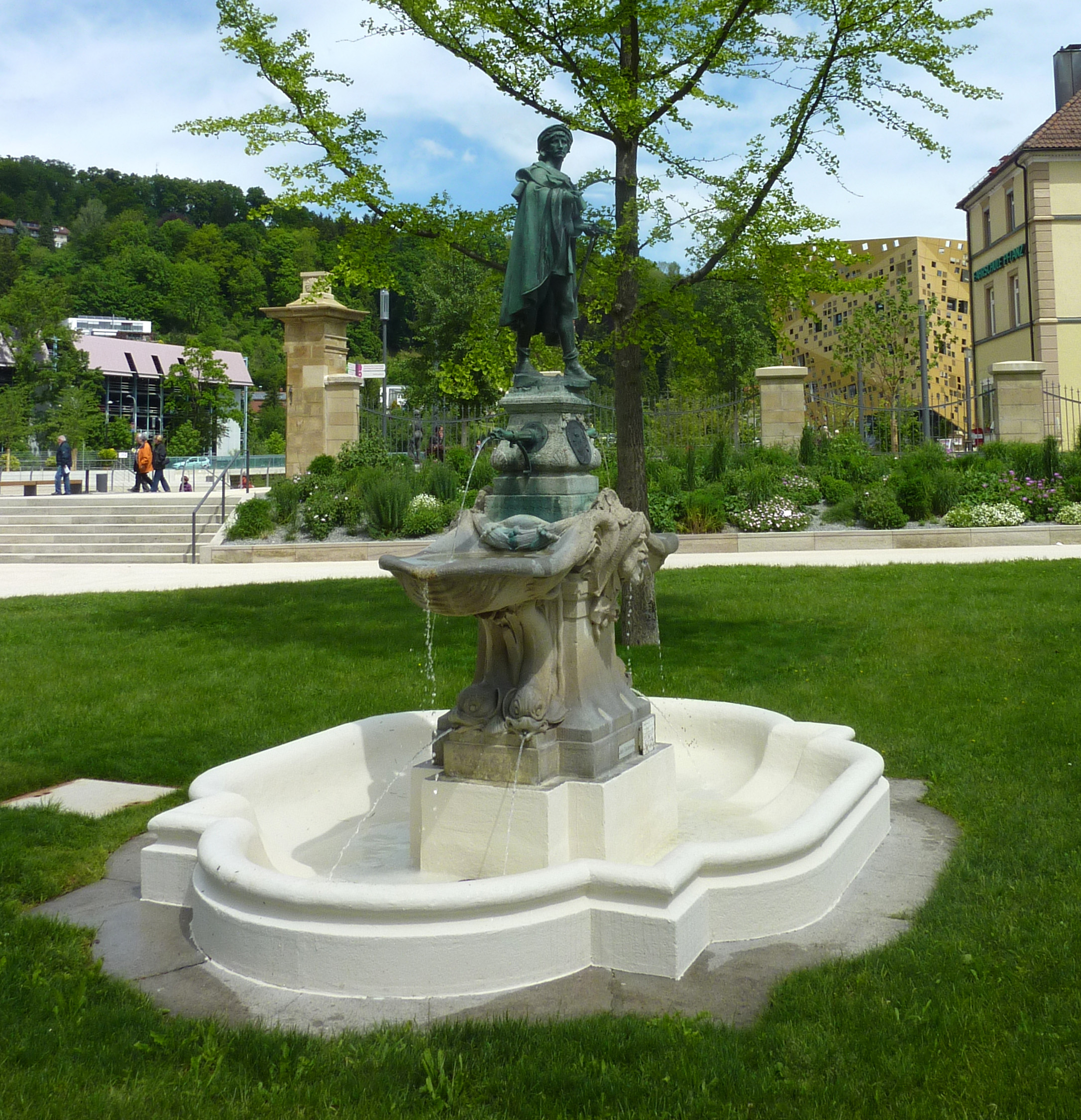
Geigerbrunnen im Stadtgarten in Schwäbisch Gmünd (Wilhelm Widemann 1906)
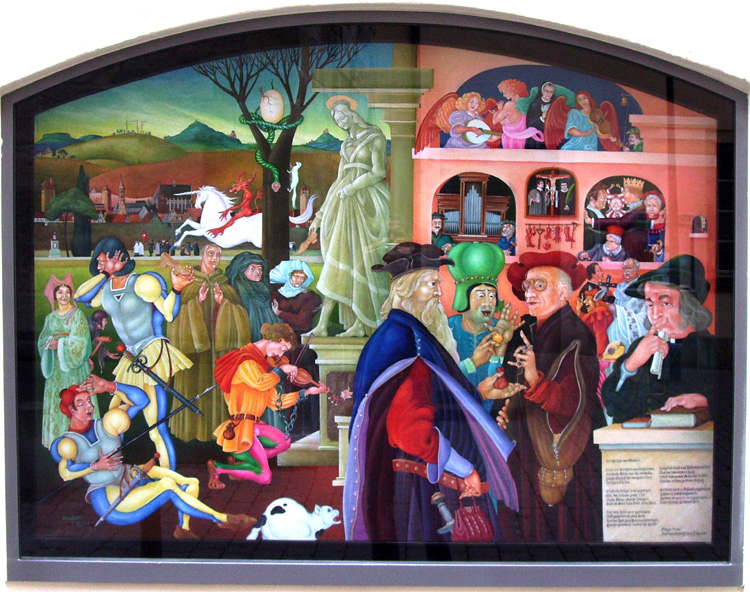
Hans Kloss: Geiger zu Gmünd (2006) in der Franziskanergasse in Schwäbisch Gmünd
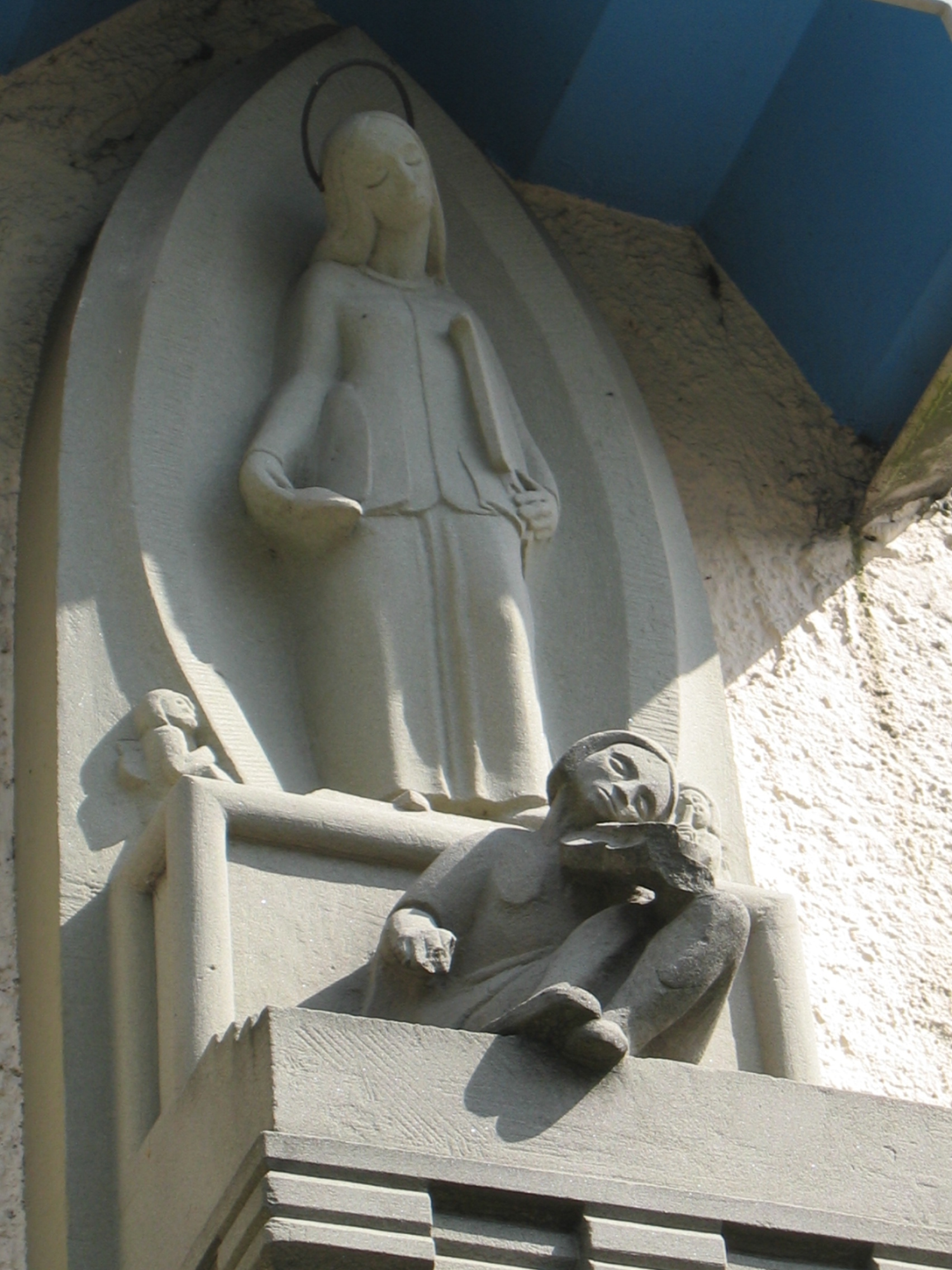
Geiger zu Gmünd an der Herrgottsruhkapelle bei St. Leonhard in Schwäbisch Gmünd
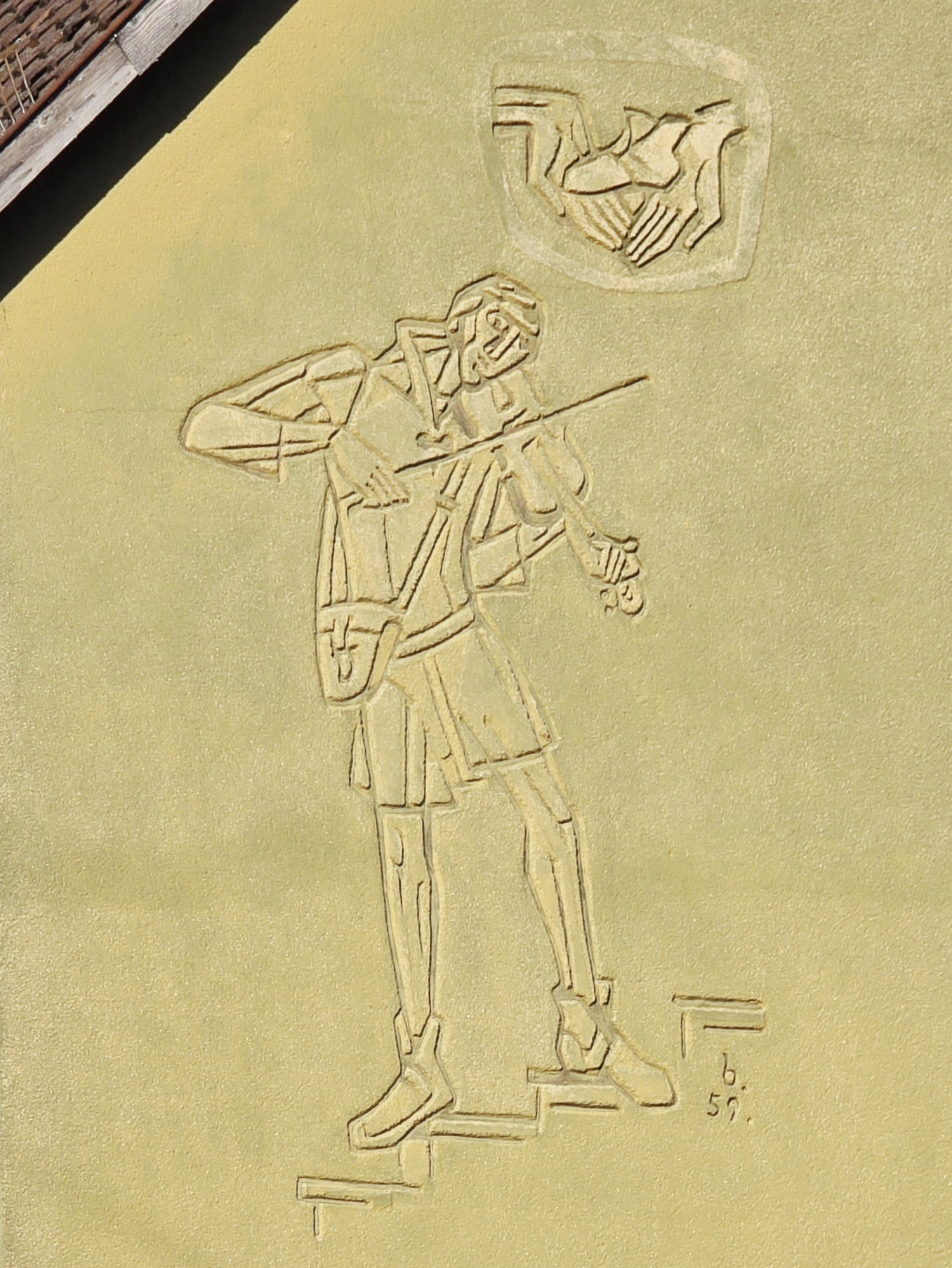
Relief Geiger zu Gmünd an einer Hauswand in Schwäbisch Gmünd
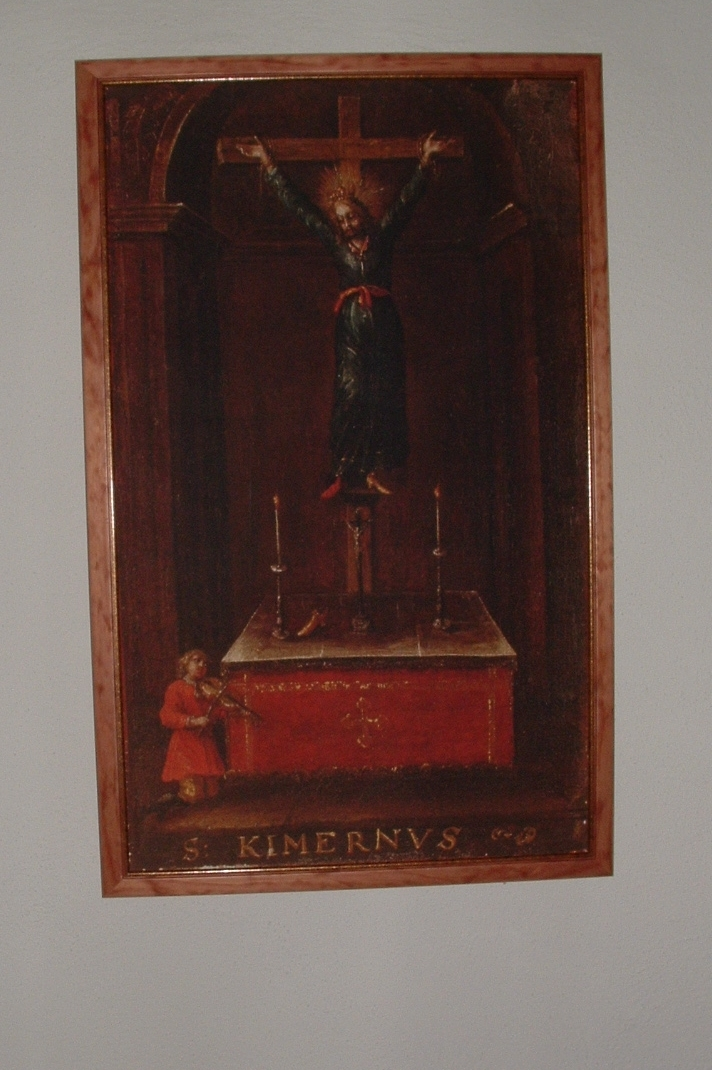
Replik der Heiligen Kümmernis, die Justinus Kerner zum Geiger zu Gmünd inspirierte.

## Nachweis
1. ↑  www.deutsche-digitale-bibliothek.de (abgerufen am 3. Januar 2015)
2. ↑  Der Geiger zu Gmünd. Auf: hans-kloss.de. Abgerufen am 8. Mai 2016.